# Corneriella
Corneriella é um gênero de fungos da família Tricholomataceae, que contém duas espécies conhecidas e encontrados nos Estados Unidos e na Tailândia, e pelo menos outras quatro foram detectadas por sequenciamento de DNA. O gênero foi descrito pela micologista Marisol Sánchez-García em 2014 juntamente com seu holótipo, Corneriella bambusarum.

## Etimologia
Corneriella recebeu esse nome em homenagem ao botânico e micologista britânico Edred John Henry Corner, que descreveu a espécie Cantharellula humicola que atualmente está classificada no gênero.

## Descrição
Corneriella tem uma estatura Tricholomatoide e brânquias que ocasionalmente são bifurcadas, contendo ligação sinuosa, anexada ou decorrente. Quando jovens, as brânquias são brancas, porém escurecem com a idade. Os esporos são lisos, de paredes finas e amiloides. Cistídio são conspícuos e têm paredes finas e várias formas. Pleurocistídia ausentam-se. A Pileipellis possuí um cutis e conexões de grampo estão presentes. Espécies em Corneriella são provavelmente saprotróficas.
Macroscopicamente, assemelha-se ao Tricholoma e, filogeneticamente, está intimamente relacionado com Dennisiomyces e Albomagister.

## Espécies
| Espécie                                                    | Ano  | Sinônimos                               | Ref.  |
| ---------------------------------------------------------- | ---- | --------------------------------------- | ----- |
| Corneriella bambusarum (Desjardin & Hemmes) Sánchez-García | 2014 | Porpoloma bambusarum Desjardin & Hemmes | [ 2 ] |
| Corneriella humicola (Corner) Sánchez-García               | 2014 | Cantharellula humicola Corner           | [ 3 ] |
| Corneriella indica K. N. A. Raj & Manim                    | 2015 | N/A                                     | [ 4 ] |